# Bulbophyllum elasmatopus
Bulbophyllum elasmatopus là một loài phong lan thuộc chi Bulbophyllum.